# RAF Marham
RAF Marham (engelska: Marham Airfield, Royal Air Force Marham) är en flygbas i Storbritannien.   Den ligger i grevskapet Norfolk och riksdelen England, i den sydöstra delen av landet, 130 km norr om huvudstaden London. RAF Marham ligger 22 meter över havet.
Terrängen runt RAF Marham är platt, och sluttar västerut. Runt RAF Marham är det ganska tätbefolkat, med 96 invånare per kvadratkilometer. Närmaste större samhälle är King's Lynn, 15,5 km nordväst om RAF Marham. Trakten runt RAF Marham består till största delen av jordbruksmark.